# 野々村彩乃
野々村 彩乃（ののむら あやの、1991年9月15日 - ）は、日本のソプラノ歌手。山口県下関市出身。クラシック・日本歌曲・オペラアリアの他、ドラマ挿入歌やゲーム音楽等、様々なジャンルの演奏を精力的に行っている。

## 略歴
広島音楽高等学校、大阪音楽大学にて声楽を学ぶ。数々のコンクールを経て、東京二期会オペラ研修所本科を修了。修了時に優秀賞受賞。ウィーン国立音楽大学夏期セミナーに参加しディプロマ取得。ベー・チェチョル声楽セミナー修了。これまでに五十嵐美紀子、白石盾紀、田中由也、ベー・チェチョル、マルグリット・クラウスホーファーらに師事。
高校3年生の時、第82回選抜高等学校野球大会の開会式にて国歌独唱を披露
。この動画は多数サイトで話題となり、ニュースなどにも取り上げられた。 この他にも、プロ野球開幕戦（マツダスタジアム）、プロ野球オールスター戦（甲子園）、ねんりんピック開会式、式年遷宮奉納演奏（伊勢神宮）など、多数のイベントにて国歌独唱を行っている。
東日本大震災チャリティーコンサートを開催。大学在籍時からベートーヴェン「交響曲第9番」のソリストを務め、ブラームス「ドイツ・レクイエム」等、宗教曲のソリストを務める。ニューヨークのカーネギーホール 、ニューヨークの日本クラブなどにてリサイタルを開催、好評を博す。オーチャードホール、ザ・シンフォニーホールにてコンサート出演。その他各地にて、コンサート出演・リサイタル開催。
NHK90周年記念テレビドラマ 松山ケンイチ主演『紅白が生まれた日』挿入歌 、NHK朝の連続テレビ小説『とと姉ちゃん』（2016年4月放映）にて挿入歌を担当。 スクウェア・エニックスの人気ゲーム「サガシリーズ」最新作『サガスカーレットグレイス』主題歌を担当。

## 人物
- 自らのためだけでなく人のために歌いたいという考えのもと「心からそして芯から歌うこと」を重要視している。
- 趣味は「歌う事」「寝る事」「食べる事」であると公言している。「ジャンル関係なく人の心に響く音楽が好き」（公式ブログでの発言[6]）。
- 2013年7月20日、NHK大阪の情報バラエティ番組『あほやねん!すきやねん!』に生出演している。その際自身のブログでは「大好きな銀シャリさんや、ゲストに秋川雅史さんなどがいて、本当に楽しい時間でした」等と語り、喜びをあらわにすると同時に銀シャリのファンであることを明かした。

## 受賞
- 第54回山口県中学生音楽コンクール独唱部門 金賞
- 第22、23、24回広島県高等学校独唱コンクール 3年連続金賞（第22回、第24回 最優秀賞）
- 第10回大阪国際音楽コンクール 2位
- 第63回滝廉太郎記念全日本高等学校声楽コンクール   2位
- 第11回日本演奏家コンクール 2位
- 平成21年度（第2回）メイプル賞
- 第63回全日本学生音楽コンクール 声楽部門 高校の部 全国大会 1位
- 横浜市民賞
- 日本放送協会賞
- 第66回全日本学生音楽コンクール 声楽部門 大学の部 全国大会 1位
- 下関市芸術文化振興奨励賞(2020年度)

## ディスコグラフィー
（discography）

### アルバム
- 2019年2月22日発売、CDアルバム『千代に』

### シングル
- 2018年9月19日発売、配信シングル『それ行けカープ 〜若き鯉たち〜』[7]
- 2021年1月4日発売、配信シングル『情熱賛歌』[8]

### 参加作品
- 2014年5月5日発売、土気シビックウインドオーケストラのCDアルバム『J・ヴァンデルロースト: いにしえの時から』[9]
- 2016年6月29日発売、CDアルバム「NHK連続テレビ小説『とと姉ちゃん』オリジナル・サウンドトラック Vol.1」[10]

## 出演

### 映画
- 風の外側（2007年12月、奥田瑛二監督） - 真理子の友人 役